# Amorphoscelis pinheyi
Amorphoscelis pinheyi är en bönsyrseart som beskrevs av Roger Roy 2007. Amorphoscelis pinheyi ingår i släktet Amorphoscelis och familjen Amorphoscelidae. Inga underarter finns listade i Catalogue of Life.